# آستین ویپت
آستین ویپت (به انگلیسی: Austin Whippet) یک هواپیمای ساختِ کارخانهٔ آستین موتور در کشور بریتانیا است. این هواپیما برای نخستین بار در ۱۹۱۹ میلادی مورد استفاده قرار گرفت.